# Roemenen in Nederland

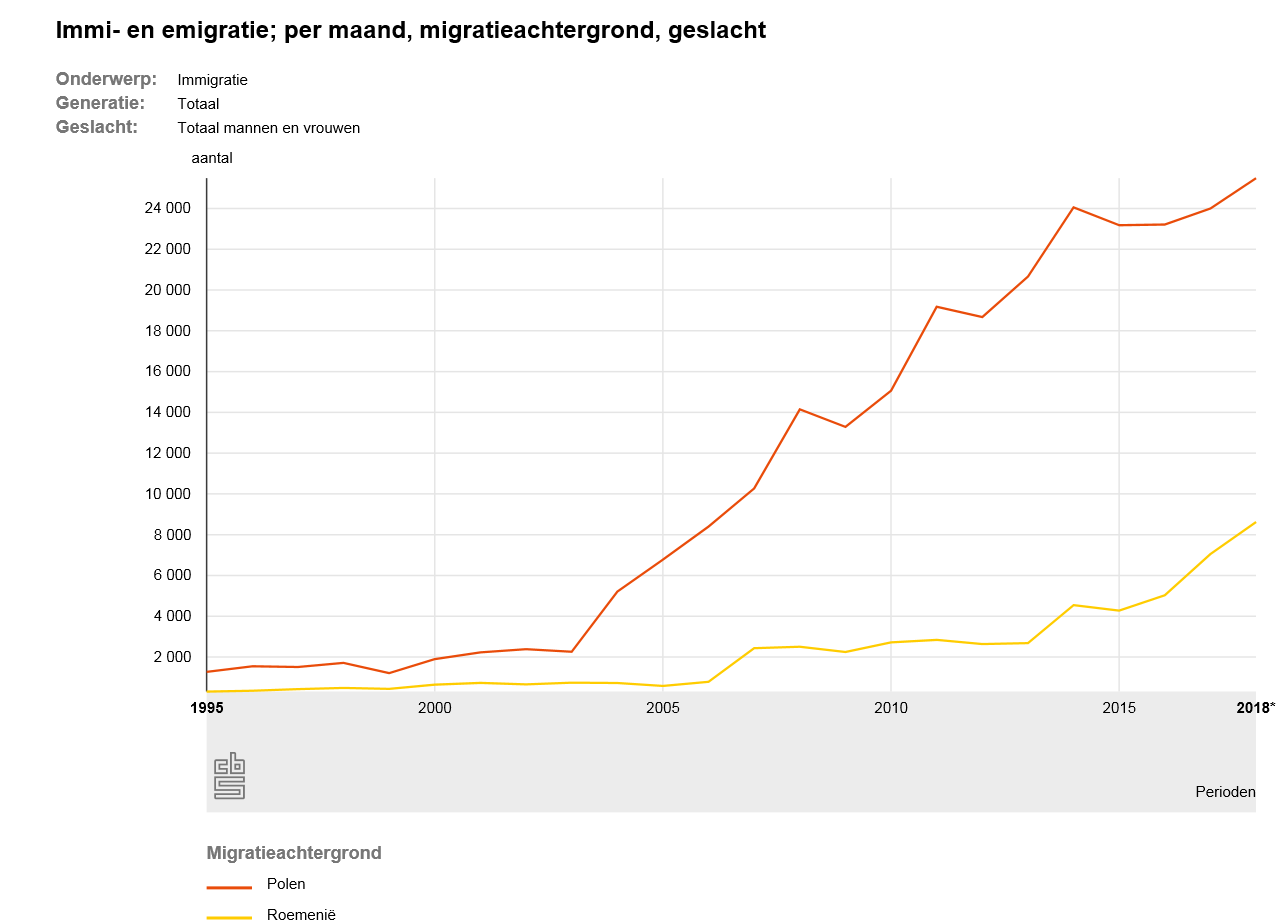
Immigratie van Roemenen (en Polen) in de periode 1995-2018

Roemenen in Nederland (Roemeens: Românii din Olanda) zijn een migrantengroep afkomstig uit Roemenië (en in mindere mate uit Moldavië en Vojvodina). Volgens het Centraal Bureau voor de Statistiek (CBS) woonden er per 1 september 2021 zo’n 46.077 mensen met een migratieachtergrond uit Roemenië en 4.739 mensen met een migratieachtergrond uit Moldavië in Nederland. Voor Roemenen is het sinds 1 januari 2014 mogelijk om in Nederland te werken zonder werkvergunning. In dat jaar steeg het aantal Roemeense werknemers aanzienlijk: van 4 duizend tot 10 duizend. Een groot deel van de Roemenen laat zich echter niet inschrijven in de bevolkingsregisters (48%).

## Bevolking
Op 1 januari 2020 hadden 39.340 Nederlanders een Roemeense migratieachtergrond, waarvan 19.229 mannen (49%) en 20.111 vrouwen (51%). De meeste Roemenen in Nederland zijn etnische Roemenen. Bovendien bevinden zich onder de Roemenen in Nederland een paar duizend Hongaren (6%) en Roma.
Het grootste deel van de Roemeense migranten komt uit Boekarest, bijna een derde deel (29%). Andere herkomstregio’s waar relatief veel Roemenen vandaan komen zijn Bacău (12%), Constanța (8%), Cluj (6%) en Galați (5%). Slechts 15% komt uit het platteland. 
| Jaar             | 1996  | 2000  | 2005  | 2010   | 2015   | 2020   |
| ---------------- | ----- | ----- | ----- | ------ | ------ | ------ |
| Eerste generatie | 2.985 | 3.904 | 6.115 | 10.863 | 16.202 | 32.476 |
| Tweede generatie | 1.241 | 1.547 | 2.302 | 3.396  | 4.847  | 6.864  |
| aantal Roemenen  | 4.226 | 5.451 | 8.417 | 14.259 | 21.049 | 39.340 |

Zo’n 14% van de Roemenen in Nederland heeft een autochtone partner.

### Religie
De meeste Roemenen in Nederland zijn christelijk. Ongeveer 80% van de Roemenen is orthodox, terwijl 9% katholiek is. Het kerkbezoek is echter vrij laag en schommelt rond de 11%. Verder gaf 7% van de Roemenen aan geen religieuze overtuiging te hebben.
De Roemeens-orthodoxe gemeenschap in Nederland omvat een kerk in Schiedam, waarvan de kapel op een oude rooms-katholieke begraafplaats in Schiedam staat. Deze parochie draagt de naam "Sfântul Grigorie Teologul" (de Heilige Gregorius, de Schriftgeleerde). Ook zijn er kerken in Arnhem (Sfântul Vasile cel Mare şi Sfântul Ludger, de Heilige Basilius de Grote en de Heilige Liudger), Groningen (Sfântul Apostol şi Evanghelist Ioan, de Heilige Apostel en Evangelist Johannes), Eindhoven (Sfânta Cuvioasă Parascheva de la Iaşi, de Heilige Paraskeva de Vrome van Iaşi) en in Goes (Sfânta Mare Mucenică Anastasia, de Heilige Anastasia de groot martelares). De parochies worden geleid door drie priesters. Schiedam wordt geleid door Protopop (Aartspriester) Ioan Dura (Aartspriester van Nederland en Belgisch-Vlaanderen), terwijl Arnhem en Groningen door priester Costel Ionașcu worden geleid. Eindhoven en Goes worden geleid door priester Ciprian-Constantin Pintilie. Deze parochies vallen onder het "Protopopiatului Olandei şi Belgiei flamande" (Het decanaat van Nederland en Belgisch-Vlaanderen). Deze parochies vallen jurisdictioneel onder metropoliet Joseph (Pop) van het aartsbisdom voor West- en Zuid-Europa, met zetel in Parijs.

### Taal
Ongeveer 94% van de Roemenen is Roemeenstalig, terwijl 6% het Hongaars als moedertaal heeft. Slechts 23% van de Roemenen kan Nederlands ‘goed’ begrijpen, terwijl 38% de taal ‘helemaal niet’ goed begrijpt. Zo’n 68% van de Roemenen spreekt helemaal nooit Nederlands met vrienden, terwijl dit percentage oploopt tot 78% met partners. Wel spreekt ruim 85% van de Roemenen Engels, terwijl 24% goed Frans kon en 13% goed Duits.

## Economie
Roemeense migranten zijn voornamelijk arbeidsmigranten. In 2015 had 63% van de Roemenen een betaalde baan, terwijl bijna 10% een uitkering had (inclusief AOW).
Ook zijn relatief veel Roemeense vrouwen werkzaam in de prostitutie, al dan niet vrijwillig en in bezit van de vereiste papieren. In 2010 vormden Roemeense prostituees 12% van alle sekswerkers in de Europese sekssector. In 2006 werden in Nederland 579 slachtoffers van mensenhandel in de prostitutie geregistreerd, waarvan 35 afkomstig waren uit Roemenië (6% van alle slachtoffers).

## Onderwijs
De Roemenen in Nederland zijn hoger opgeleid dan de bevolking van Roemenië. Maar liefst 55% van de Roemenen heeft een hoog opleidingsniveau (hbo/wo-niveau) en 26% heeft een middelbaar opleidingsniveau (havo/vwo/mbo- niveau). Een op de vijf is laagopgeleid (maximaal vbo/mavo-niveau). Roemenen zijn hoger opgeleid dan andere migrantengroepen uit Oost-Europa, zoals Bulgaren en Polen. Bovendien is ongeveer 20% van de Roemenen naar Nederland gekomen om fulltime te studeren.

## Bekende Roemenen in Nederland
- Eugen Gondi, jazz-drummer
- Paul Haldan, tafeltennisser
- Nausicaa Marbe, journalist
- Mircea Petescu, voetballer
- Nicolae Pirvu, panfluitspeler
- Gregor Serban, zigeunermuzikant
- Aura Timen, arts
- Stefan Popa, schrijver